# شعيبة المياه
شعيبة المياه (وتعرف أيضاً الشعيبة) هي قرية في شرق منطقة حائل ضمن نطاق محافظة بقعاء إدارياً في المملكة العربية السعودية. وهي من المواضع القديمة وفيها يوم من أيام العرب «يوم الشعيبة».

## الموقع الجغرافي
تقع الشعيبة في شرق مدينة حائل وتبعد عنه 132 كم، و 42كم شرق مدينة بقعاء. ويوجد بقربها وتتصل بقرية الشيحية والشريهية. تقع في ما يعرف بفلق الشعيبة المعروف وتتصل بطريق معبد مع مدينة بقعاء غرباً وتربة شمالاً.